# Hypsibius dujardini
Espèce
Hypsibius dujardini est une espèce de tardigrades de la famille des Hypsibiidae.

## Distribution
Cette espèce possède une distribution cosmopolite.

## Description

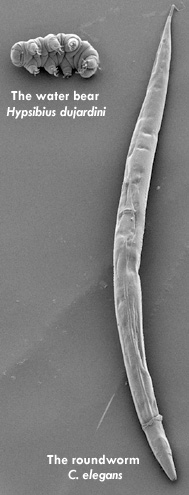
Hypsibius dujardini et Caenorhabditis elegans

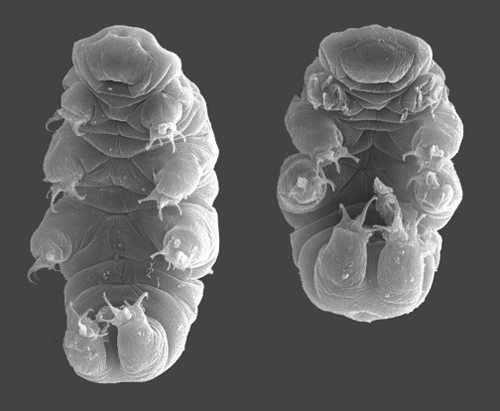
Hypsibius dujardini

Son temps de génération est de deux semaines. L'espèce peut être élevée en continu et cryopréservée.
Son génome a été séquencé par le Broad Institute, de la ville américaine de Cambridge (Massachusetts).

## Taxonomie et systématique
C'est l'espèce type du genre Hypsibius.
Cette espèce admet les synonymes suivants :
- Macrobiotus dujardini Doyère, 1840 (protonyme)
- Macrobiotus lacustris Dujardin, 1851
- Hypsibius lacustris (Doyère, 1851)
- Macrobiotus palustris Dujardin, 1851
- Macrobiotus tetradactylus Lance, 1896
- Macrobiotus murrayi Richters, 1907
- Macrobiotus samoanus Richters, 1908
- Macrobiotus breckneri Richters, 1910
- Macrobiotus ursellus Della Valle, 1915
- Hypsibius murrayi Marcus, 1929

## Étymologie
Cette espèce est nommée en l'honneur de Félix Dujardin.

## Publication originale
- Doyère, 1840 : Mémoire sur les Tardigrades. Annales des Sciences Naturelles, vol. 14, p. 269-361 (texte intégral).